# العلاقات الزيمبابوية الناميبية
العلاقات الزيمبابوية الناميبية هي العلاقات الثنائية التي تجمع بين زيمبابوي وناميبيا.

## مقارنة بين البلدين
هذه مقارنة عامة ومرجعية للدولتين:
| وجه المقارنة                                              | زيمبابوي | ناميبيا      |
| --------------------------------------------------------- | --- | ------------ |
| المساحة (كم2)                                             | 390.76 ألف | 825.62 ألف   |
| عدد السكان (نسمة)                                         | 16.53 مليون | 2.53 مليون   |
| الكثافة السكانية (ن./كم²)                                 | 42.3 | 3.06         |
| العاصمة                                                   | هراري | ويندهوك      |
| اللغة الرسمية                                             | لغة إنجليزية، اللغة الشونا، النديبيلية الشمالية ‏، لغة الشيشيوا، Barwe ‏، Kalanga language ‏، Tshwa language ‏، النداو ‏، اللغة التسونجا، لغة الإشارة الزيمبابوية ‏، اللغة السوتية، تونغا ‏، اللغة التسوانية، اللغة الفيندية، اللغة الكوسية | لغة إنجليزية |
| العملة                                                    | دولار أمريكي | دولار ناميبي |
| الناتج المحلي الإجمالي (بليون دولار)                      | 17.85 مليار | 13.24 مليار  |
| الناتج المحلي الإجمالي (تعادل القوة الشرائية) بليون دولار | 27.88 مليار | 25.60 مليار  |
| الناتج المحلي الإجمالي الاسمي للفرد دولار أمريكي          | 924 | 4.67 ألف     |
| الناتج المحلي الإجمالي للفرد دولار أمريكي                 | 1.79 ألف | 9.96 ألف     |
| مؤشر التنمية البشرية                                      | 0.509 | 0.628        |
| رمز المكالمات الدولي                                      | +263 | +264         |
| رمز الإنترنت                                              | .zw | .na          |
| المنطقة الزمنية                                           | ت ع م+02:00 | ت ع م+02:00  |

## مدن متوأمة
في ما يلي قائمة باتفاقيات التوأمة بين مدن زيمبابوية وناميبية:
- ترتبط غويرو مع تسوميب باتفاقية توأمة.
- ترتبط هراري مع ويندهوك باتفاقية توأمة منذ 1996.

## منظمات دولية مشتركة
يشترك البلدان في عضوية مجموعة من المنظمات الدولية، منها:
| علم المنظمة | اسم المنظمة                                                | تاريخ انضمام زيمبابوي | تاريخ انضمام ناميبيا |
| ----------- | ---------------------------------------------------------- | --------------------- | -------------------- |
|             | مجموعة التنمية لأفريقيا الجنوبية                           | ?                     | ?                    |
|             | مجموعة دول أفريقيا والكاريبي والمحيط الهادئ                | ?                     | ?                    |
|             | الأمم المتحدة                                              | 25 أغسطس 1980         | 23 أبريل 1990        |
|             | الاتحاد الأفريقي                                           | ?                     | ?                    |
|             | منظمة التجارة العالمية                                     | ?                     | ?                    |
|             | العملية المشتركة للاتحاد الأفريقي والأمم المتحدة في دارفور | ?                     | ?                    |
|             | منظمة الشرطة الجنائية الدولية                              | ?                     | ?                    |
|             | الاتحاد الدولي للاتصالات                                   | 10 فبراير 1981        | 25 يناير 1984        |
|             | البنك الدولي للإنشاء والتعمير                              | 29 سبتمبر 1980        | 25 سبتمبر 1990       |
|             | الاتحاد البريدي العالمي                                    | ?                     | ?                    |
|             | منظمة حظر الأسلحة الكيميائية                               | ?                     | ?                    |
|             | مؤسسة التمويل الدولية                                      | 29 سبتمبر 1980        | 25 سبتمبر 1990       |
|             | البنك الإفريقي للتنمية                                     | ?                     | ?                    |
|             | وكالة ضمان الاستثمار متعدد الأطراف                         | 10 أبريل 1992         | 25 سبتمبر 1990       |
|             | يونسكو                                                     | 22 سبتمبر 1980        | 2 نوفمبر 1978        |

## وصلات خارجية
- موقع وزارة الخارجية الزيمبابوية